# خليل الهاشمي الإدريسي
خليل الهاشمي الإدريسي (14 أغسطس 1956 - 8 أبريل 2023)، هو إعلامي وكاتب مغربي، شغل منصب المدير العام لوكالة المغرب العربي للأنباء.
وُلد في 14 أغسطس 1956 بمدينة الدار البيضاء، حاصل على دبلوم السلك الثالث من معهد الجغرافيا التابع لجامعة «باريس 1- بانتيون- السوربون»، بدأ مساره الإعلامي بفرنسا بالتعاون مع عدد من المحطات الإذاعية. وبعد عودته إلى المغرب، عمل ككاتب عمود، وصحافي ثم رئيس تحرير لسنوات عديدة في أسبوعية «ماروك إيبدو أنترناسيونال»، قبل أن يؤسس سنة 2000 يومية «أوجوردوي لو ماروك» الصادرة باللغة الفرنسية. وفي سنة 2007، تولى رئاسة لجنة الجائزة الوطنية الكبرى للصحافة. وفي 2008 انتخب رئيسا للفيدرالية المغربية لناشري الصحف، قبل أن يعاد انتخابه لولاية أخرى في 2011. وفي سنة 2011 عينه الملك محمد السادس مديرا عاما لوكالة المغرب العربي للأنباء.

## وفاته
توفي يوم السبت 8 أبريل 2023 في مدينة الرباط، عن عمر ناهز 67 عاما، بعد معاناة مع المرض.

## من مؤلفاته
مؤلفات عديدة، من بينها:
- «الأوراق الزرقاء»، يوميات مغربية 1994 – 2000.